# Richard Pekrun
Richard Pekrun (* 8. Mai 1882 in Dresden; † nach 1966) war ein deutscher Gymnasiallehrer und Honorardozent.

## Leben und Wirken
Er war der Sohn des Musikalienhändlers Richard Ernst Pekrun und dessen Ehefrau Marie geb. Weißflog und wurde in dessen Wohnung in der Räcknitzstraße 17 in Dresden geboren. Nach dem Schulabschluss schlug Pekrun eine Lehrerausbildung ein und wurde 1912 zum Studienrat ernannt. Er war am Gymnasium zu Friedland tätig und befasste sich intensiv mit Deutscher Sprache und Literatur.
1950 wurde er zum Honorardozenten an die Staatliche Akademie für angewandte Technik in Nürnberg berufen.

## Schriften (Auswahl)
- Hof und Politik Augusts des Starken im Lichte des Porträt de la Cour de Pologne. 2 Teile, Friedland i. Mecklenburg 1914/1915.
- Das deutsche Wort. Rechtschreibung und Erklärung des deutschen Wortschatzes sowie der Fremdwörter. Leipzig 1933.
- Deutsche Literaturgeschichte in Frage und Antwort. 3. Aufl., 1936.
- Neues deutsches Wörterbuch. Köln [1970].
- Das deutsche Wort. Ein umfassendes Nachschlagewerk des deutschen und eingedeutschten Sprachschatzes. 12. Aufl., Bayreuth [1979].